# Äggtand

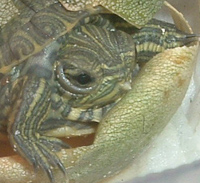
Äggtand hos en sköldpadda (Trachemys scripta elegans)

Äggtand är en liten vass tagg på näbben eller vid muntrakten på foster hos äggläggande djur som fåglar, ormar, ödlor, groddjur, bryggödlor och kloakdjur. Den används för att antingen borra eller trycka hål i äggskalet, så att ungen kan ta sig ut ur ägget. Efter kläckningen lossnar äggtanden och faller av.
Hos kräldjur är äggtanden en ombildad fjäll på övre läppen.

## Källhänvisningar
1. ↑  "äggtand". NE.se. Läst 29 augusti 2014.
2. ↑  McKay, George (2018). ”Egg tooth” (på engelska). Encyclopedia of animals. University of california Press. sid. 589